# Destiny (The Jacksons)
Destiny è il terzo album in studio del gruppo musicale statunitense The Jacksons sotto l'etichetta Epic Records (il quattordicesimo della loro carriera se si considerano gli album pubblicati sotto l'etichetta Motown con il nome "Jackson 5", incluso l'album di vecchi inediti Joyful Jukebox Music), pubblicato il 17 dicembre 1978.
Fu il primo album della band in cui i fratelli Jackson composero tutti i pezzi (tranne uno) e il loro album di maggior successo, il primo ad aver ottenuto il disco di platino negli Stati Uniti e ad aver venduto più di 4 milioni di copie in tutto il mondo.
Nel 2009 l'album fu ristampato in versione rimasterizzata con l'aggiunta di 2 bonus track mentre nel 2021 ne è stata realizzata una nuova versione digitale estesa con l’aggiunta di 6 canzoni bonus.

## Descrizione

### Antefatti

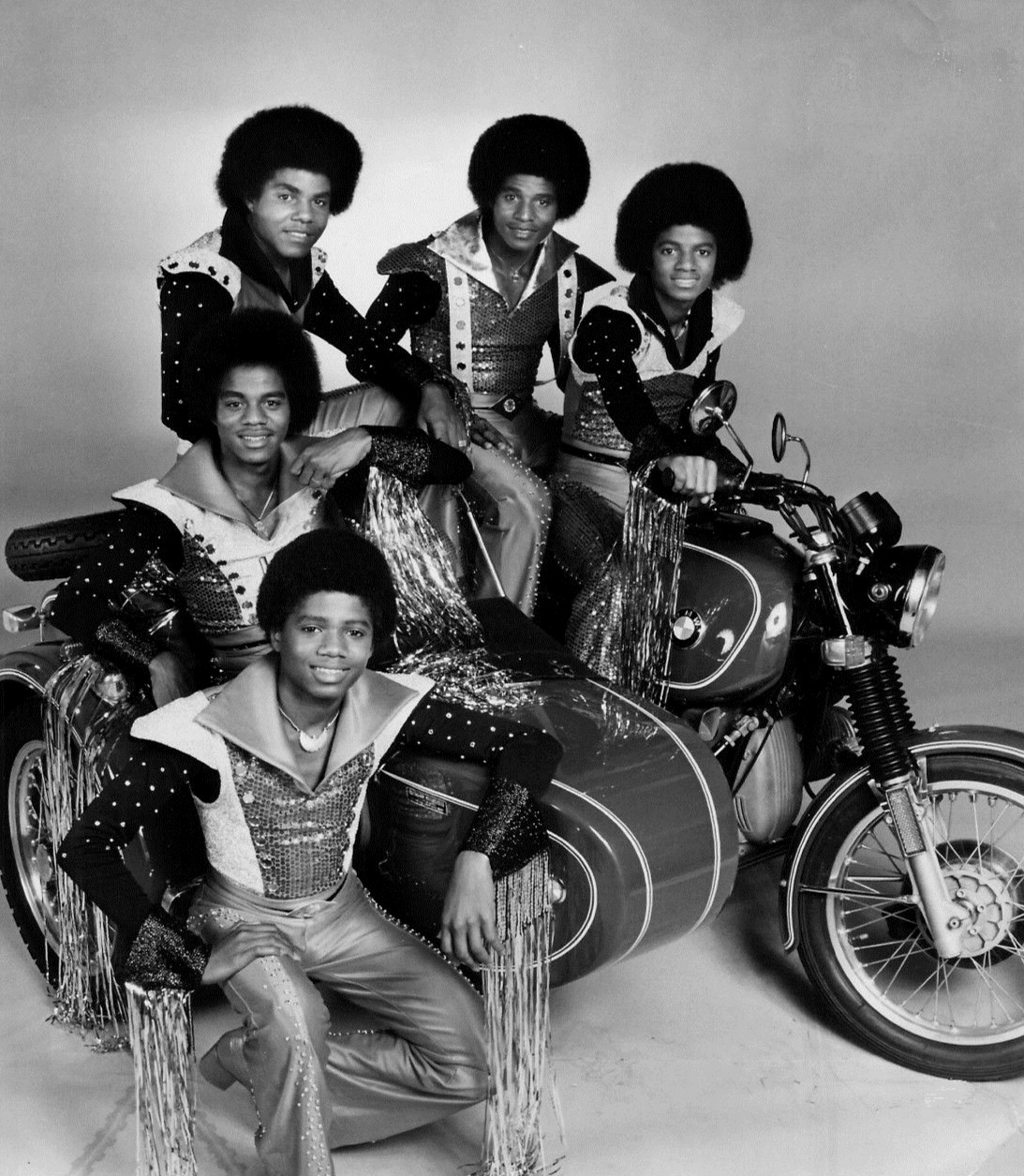
I Jacksons nel 1977, anno che segnò l'inizio delle registrazioni dell'album Destiny

Nel periodo che separava l'album Destiny dal precedente lavoro dei Jacksons, Michael Jackson si dedicò alla promozione del suo primo film da attore protagonista, il film musicale I'm Magic (The Wiz) e della relativa colonna sonora, prodotta da Quincy Jones, che Michael conobbe meglio sul set, e che diventerà il produttore del suo successivo album da solista. Il film fu un insuccesso di critica e pubblico, ma i critici furono d'accordo nel prevedere una brillante carriera per il cantante. Nel frattempo nelle discoteche di tutto il mondo spopolava la disco music, grazie anche alla colonna sonora del film La febbre del sabato sera del 1977, che diventò in breve tempo uno degli album più venduti nella storia. Il nuovo lavoro dei fratelli Jackson, così come in parte lo erano stati anche i precedenti, fu pertanto fortemente influenzato dal genere disco.

### Composizione
Per l'album Destiny la Epic lasciò per la prima volta carta bianca ai fratelli Jackson, permettendo loro di scrivere e comporre ogni brano, con la sola eccezione di Blame It on the Boogie, del quasi omonimo cantante britannico Michael "Mick" Jackson e di suo fratello David, che nello stesso periodo pubblicarono la loro versione per il mercato britannico. La scelta si rivelò azzeccata e il disco diventò uno dei maggiori successi della carriera dei Jacksons risollevando le sorti del gruppo, che dopo aver abbandonato la Motown non era più riuscito ad ottenere i risultati degli esordi.
Per il lancio dell'album i Jacksons crearono la loro prima società di produzione, la Peacock Productions, il cui logo era un pavone. Secondo i fratelli il pavone aveva nella coda tutti i colori del mondo:
(Michael e Jackie Jackson per Peacock Productions)

### Promozione
Il disco venne anticipato dal singolo Blame It on the Boogie e dal relativo videoclip, nel quale erano presenti innovativi effetti speciali per l'epoca. I sei fratelli promossero gran parte dei singoli con partecipazioni nelle maggiori trasmissioni televisive musicali dell'epoca come l'American Bandstand e altre. Tra il 1979 e il 1980, i Jacksons si imbarcarono in una tournée mondiale, il Destiny World Tour, che li portò in giro per il mondo per promuovere il loro album e diede anche al leader Michael l'opportunità di promuovere il suo nuovo album da solista, Off the Wall (1979).

## Accoglienza
| Recensione                    | Giudizio |
| ----------------------------- | -------- |
| AllMusic                      |          |
| Robert Christgau              | B+       |
| The Rolling Stone Album Guide |          |

Andy Kellman di AllMusic scrisse una critica molto positiva sull'album, definendo Blame It on the Boogie come «solare», Shake Your Body (Down to the Ground) «un preludio abbagliante di Off the Wall», la ballata Push Me Away come interpretata da «un Michael maturo» e Bless His Soul come «alternativamente cupa ed edificante», concludendo che le canzoni «hanno aggiunto un impressionante livello di profondità alla discografia dei Jacksons».
Robert Christgau lo ha definito «il loro miglior album sin dall'inizio» dandogli una valutazione B+.
The Rolling Stone Album Guide scrisse che i Jacksons, con Destiny «hanno modellato un suono pop-soul lucido, ma allo stesso tempo progressivo».

## Tracce
1. Blame It on the Boogie – 3:36 (Mick Jackson/David Jackson/E. Krohn)
2. Push Me Away – 4:19 (The Jacksons)
3. Things I Do for You – 4:05 (The Jacksons)
4. Shake Your Body (Down to the Ground) – 8:00 (Michael Jackson/Randy Jackson)
5. Destiny – 4:55 (The Jacksons)
6. Bless His Soul – 4:57 (The Jacksons)
7. All Night Dancin' – 6:11 (Michael Jackson/Randy Jackson)
8. That's What You Get (For Being Polite) – 4:57 (Michael Jackson/Randy Jackson)

Durata totale: 41:00

### Bonus track aggiunte nella riedizione 2009
1. Blame It on the Boogie (John Luongo Disco Mix) – 6:59 (Mick Jackson/David Jackson/E. Krohn)
2. Shake Your Body (Down to the Ground) (John Luongo Disco Mix) – 8:38 (Michael Jackson/Randy Jackson)

### Bonus track della versione digitale estesa (2021)
1. Shake Your Body (Down to the Ground) (versione 7") – 3:47 (Michael Jackson/Randy Jackson)
2. Destiny (versione 7") – 3:46 (The Jacksons)
3. Blame It On the Boogie (versione 12" John Luongo Disco Mix) – 6:58 (Mick Jackson/David Jackson/E. Krohn)
4. Shake Your Body (Down To the Ground) (versione 12" John Luongo Disco Mix) – 8:37 (Michael Jackson/Randy Jackson)
5. That’s What You Get (For Being Polite) (versione 12") – 2:32 (Michael Jackson/Randy Jackson)
6. That’s What You Get (For Being Polite) (DJ Reverend P Edit) – 8:57 (Michael Jackson/Randy Jackson)

## Successo commerciale
Blame It on the Boogie , il singolo di lancio, negli Stati Uniti conquistò la posizione numero 3 della classifica generale di Billboard, nella quale rimase per sedici settimane, e nel Regno Unito la numero 8, restando in classifica per dodici settimane. Il secondo singolo estratto, Shake Your Body (Down to the Ground), arrivò al terzo posto della classifica rhythm and blues di Billboard, nella quale rimase per 23 settimane vendendo oltre 2,5 milioni di copie e diventando il primo singolo della band ad essere certificato multiplatino negli Stati Uniti e uno dei singoli di maggiore successo della loro carriera.
L'album raggiunse il terzo posto nella classifica soul di Billboard uscendone dopo sedici settimane, e il dodicesimo della classifica generale di Billboard lasciandola dopo quarantuno settimane. Destiny fu l’album di maggior successo della band statunitense fino ad allora, il primo ad aver ottenuto il disco di platino e si stimano vendite per oltre 4 milioni di copie in tutto il mondo.

## Classifiche
| Classifica (1977)                      | Posizione raggiunta |
| -------------------------------------- | ------------------- |
| Classifica soul di Billboard (USA)     | 3                   |
| Classifica generale di Billboard (USA) | 12                  |

## Formazione
- Michael Jackson - voce principale, cori, arrangiamenti
- Jackie Jackson - voce principale in traccia 6, cori, arrangiamenti
- Tito Jackson - chitarra, cori, arrangiamenti
- Marlon Jackson - cori, arrangiamenti
- Randy Jackson - conga, percussioni, cori, arrangiamenti

### Musicisti
- Roland Bautista, Paul Jackson Jr. - chitarre
- Nathan Watts, Gary King - basso
- Paulinho da Costa - percussioni
- Ricky Lawson, Ed Greene - batteria
- Greg Phillinganes - tastiere, sintetizzatori, arrangiamenti
- Laudir de Oliveira, Claudio Slon - conga
- Rick Marotta - batteria, percussioni
- Michael Sembello - chitarra, basso
- Tom Tom 84 - arrangiamenti fiati
- Clare Fischer - arrangiamenti archi
- Jerry Hey - arrangiamenti